# Eva Mendiola
Eva Mendiola Orta  (fecha de nacimiento 20 de diciembre 1900 tamazula de Gordiano Jalisco- Guadalajara, 22 de julio de 1980) fue una fotógrafa jalisciense especializada en retrato y que formó parte de las fotógrafas mexicanas inspiradas por la visita a México de la italiana Tina Modotti. En su libro Fotógrafas en México. 1872-1960, José Antonio Rodríguez incluyó a Mendiola en la categoría “fotógrafas vanguardistas” que tuvieron su periodo de mayor fama entre 1923 y 1940.

## Breve biografía
Eva Mendiola estudió fotografía en Estados Unidos, de donde trajo lámparas de tungsteno y cámaras de gran formato para instalar su estudio fotográfico en Guadalajara. Su primer estudio fotográfico, llamado Rubens, estaba localizado en el cruce de las calles López Cotilla y Colón, pero después lo cambió al edificio Lutecia de Av. Juárez.

En los años 20 del siglo XX, Mendiola fue considerada una artista adelantada a su época por su manejo conceptual de las imágenes dentro de su entorno sociocultural, pues era muy buscada por mujeres de la alta sociedad.
Entre los fotógrafos más solicitados estuvieron Francisco Ulloa, dueño de dos locales con los que abarcaba la zona de Mezquitán y el barrio de San Juan de Dios; y Eva Mendiola, pronto convertida en la retratista de las damas elegantes de la urbe tapatía, porque daba a los rostros una agradable armonía, haciéndolos incluso muy parecidos entre sí por el cuidadoso retocado que les imprimía.
Las técnicas que utilizaba eran afines al estilo y estética del cine de Hollywood y al cine expresionista alemán, aunque también hubo quien calificó su estilo como romántico y sutil.
En efecto, la nota sobresaliente en los trabajos de Eva es la delicadeza; pero no la exagerada y efímera de Smart, sino la que viene a dar suavidad a los contornos, tranquilidad a las figuras, reposo a los movimientos y quietud a los conjuntos.
Por esa época también publicó sus primeras fotografías en el periódico El Informador. Se dice que en una ocasión, la actriz sonorense María Félix visitó su estudio y Mendiola, al ver su belleza le pidió hacerle algunos retratos, cuando la actriz le dijo que no tenía dinero para pagarle, Mendiola le dijo que los haría gratis; así que sin planearlo, Eva Mendiola tuvo el retrato de María Félix en su estudio.
Además de su labor como fotógrafa, Mendiola fue docente de la Escuela Federal de Arte Industrial para Señoritas y participó en organizaciones que buscaban combatir la lepra.

## Reconocimientos
En 1929 ganó la medalla de oro en un concurso de retrato para representar a México en la Feria Mundial de Sevilla. Las fotografías ganadoras de esa competencia fueron publicadas en el primer número de la revista Helios, espacio que Mendiola compartió con talentosas fotógrafas de la época, como Eva González y Tina Modotti.
En 1958 recibió la presea “José Clemente Orozco”.